# Test racionality
Test racionality či test rozumnosti (v angličtině rational-basis test) je jeden z testů užívaných Ústavním soudem k určení vhodnosti zásahu do základních práv.
Vedle testu racionality existuje rovněž test proporcionality, který je užíván za účelem posouzení zásahu do oblasti lidských práv a základních svobod.
Naproti tomu test racionality je používán především pro zjištění vhodnosti zásahu do hospodářských, sociálních a kulturních práv v kontextu čl. 41 odst. 1 Listiny základních práv a svobod. Klíčovým faktorem zde není posouzení potřebnosti, nýbrž prostá rozumnost a racionalita.
„Testem ústavnosti v tomto smyslu projde taková zákonná úprava, u níž lze zjistit sledování nějakého legitimního cíle a která tak činí způsobem, jenž si lze představit jako rozumný prostředek k jeho dosažení, byť nemusí jít o prostředek nejlepší, nejvhodnější, nejúčinnější či nejmoudřejší.“
Důvodem upuštění od testu proporcionality v těchto případech je, že hospodářská, sociální a kulturní práva „nemají bezpodmínečnou povahu a je možné se jich domáhat pouze v mezích zákonů (čl. 41 odst. 1 Listiny) … V rámci těchto mezí má zákonodárce poměrně širokou možnost upravit provedení jednotlivých sociálních práv včetně možnosti jejich změn.“
Sociální práva jsou závislá na ekonomické situaci státu. Úroveň jejich poskytování reflektuje nejen hospodářský a sociální vývoj státu, ale i vztah státu a občana, založený na vzájemné odpovědnosti a na uznání principu solidarity.

## Postup testu racionality[5]
Počátky formulování testu racionality lze nalézt v rozhodnutí Pl. ÚS 61/04. O konkrétní formulaci určitého algoritmu se Ústavní soud pokusil až po dalších 4 letech v rozhodnutí Pl. ÚS 1/08, které se týkalo stabilizace veřejných rozpočtů ve zdravotnictví.
1. Nejdříve je třeba stanovit, co je smyslem a esenciálním obsahem (tj. podstatou) dotčeného práva.
2. Určíme, vůči čemu zásah (například inkriminovaný zákon) směřuje. Jestli míří přímo do vlastní podstaty (esenciální náležitosti) práva či jen do periferní oblasti. Na základě tohoto určení se bude odvíjet intenzita zásahu Ústavního soudu.
3. Pokud míří do periferní oblasti, použijeme test racionality. (V případě, že je zásah směřován vůči vlastní esenci práva, použijeme test proporcionality.)
4. Posoudíme, jestli zásah sleduje legitimní cíl.
5. Položíme si otázku, zda je zásah do základního práva skutečně racionální (rozumný). Nutně se ovšem nemusí jednat o prostředek nejlepší, nejvhodnější, nejúčinnější či nejmoudřejší.

Vedle testu proporcionality a testu racionality formuloval Ústavní soud ve své judikatuře také tzv. test vyloučení extrémní disproporcionality. Tento test představuje jistou alternativu pro test racionality v otázkách daní, poplatků a peněžních sankcí. Jeho snahou je totiž zamezit rdousícímu účinku a konfiskačním dopadům ve vztahu k majetkové podstatě jednotlivce.
Pro Ústavní soud by například v tomto případě nebylo důležité, jestli je sazba daně z příjmu 20 či 30 procent, ale že tato daň nedosahuje extrémních hodnot, jako třeba 90 procent.
Z hlediska rovnosti je zároveň ve všech testech důležité, aby nedocházelo k diskriminaci. Stále zde totiž platí princip rovnosti.

## Kritika čl. 41 odst. 1
Článek 41 odstavec 1 Listiny základních práv a svobod zní: „Práv uvedených v čl. 26, čl. 27 odst. 4, čl. 28 až 31, čl. 32 odst. 1 a 3, čl. 33 a 35 Listiny je možno se domáhat pouze v mezích zákonů, které tato ustanovení provádějí.“
Jinými slovy dochází k taxativnímu vymezení článků, kterých je možné se domáhat pouze v mezích zákona. Takovéto ustanovení je v lidskoprávním katalogu spíše specifické. Obdobně je ale na tom například i Slovensko, které sdílí s Českou republikou stejnou tradici federální Listiny z roku 1991.
Kontroverze tkví v tom, že smyslem lidskoprávních katalogů je posunout určitá práva částečně, či dokonce úplně, z dispozice zákonodárce. Toto ustanovení naopak přímo uvádí, že je zde nutná konkretizace právě zákonodárným orgánem.
V extrémním případě by se totiž mohlo stát, že při nečinnosti zákonodárce by určitá práva v Listině úplně přestala existovat, neboť by nebylo možné se jich domáhat.
Nakonec existuje více způsobů, jak se k těmto právům postavit. Co na nich upravit, případně jak je interpretovat. Obecná shoda nad čl. 41 odst. 1 je ovšem taková, že esenciální obsah těchto práv by měl být zachován vždy.

## Kritika testu racionality
Již z povahy sporného čl. 41 odst. 1 vyplývá, že ne všichni test racionality považují za vhodný. Podle striktních interpretací Listiny by s těmito právy mělo být zacházeno stejně jako s právy ostatními – tedy podrobit je testu proporcionality.
Kritice nepřidává ani nejednotná a nedůsledná aplikace v judikatuře Ústavního soudu. Test totiž nebývá aplikován vždy ani tam, kde by podle judikatury Ústavního soudu aplikován být měl. Test se tak stává předmětem kritiky a polemik.
Kontroverzní fází testu je de facto již první fáze, kde je nezbytné určit esenciální obsah práva, od kterého se následný postup zcela odvíjí.